# Ivan de Pierpont
Compléments
Pierpont fut un pionnier dans la lutte contre la maladie du sommeil
Ivan de Pierpont, né le 18 septembre 1879 à Herck-la-Ville (Belgique) et y décédé le 21 avril 1937, est un prêtre jésuite belge, missionnaire au Congo belge et très engagé dans la lutte contre la maladie du sommeil.

## Biographie

### Jeunesse et formation
Fils de François de Pierpont et d’Adèle van den Hove d'Ertsenryk, Ivan appartient à une ancienne famille de la noblesse belge de la région de Huy. Élevé dans un milieu chrétien qui façonna de nombreuses vocations religieuses et missionnaires dans sa famille il fait ses humanités au petit séminaire de Saint-Trond, qu’il poursuit avec une année de philosophie à l’université catholique de Louvain.
Souhaitant devenir jésuite, il entre au noviciat d’Arlon le 16 février 1901. Il termine sa formation spirituelle initiale à Tronchiennes et passe ensuite au scolasticat jésuite de Louvain en 1905 pour y reprendre des études de philosophie. Déjà intéressé à ce qui se passe au Congo il écrit un bref essai sur la mission jésuite du Kwango en 1906.
En octobre 1906, de Pierpont est surveillant des internes au collège Saint-Michel, sur son tout nouveau site à Etterbeek (Bruxelles). Mais le désir de partir comme missionnaire au Congo augmente : les besoins y sont grands. Le 3 octobre 1907, il s’embarque sur le 'Bruxellesville'. Son premier poste est Kisantu. Et y est un fréquent visiteur du lazaret où la maladie du sommeil clouait au lit de nombreux malades. C’est avec joie qu’il y apprend les vertus curatives de l’Atoxyl.
En août 1910, de Pierpont est rappelé en Belgique pour y faire des études de théologie préparatoires au sacerdoce. Il les fait à Louvain ou il est ordonné prêtre le 24 août 1913. Arès quelques mois passés au collège Notre-Dame de la Paix à Namur, il fait son Troisième An à Tronchiennes. Il est sur le point de repartir au Congo – il est même déjà nommé à Kikwit – lorsque la guerre éclate. Volontaire de guerre, il est aumônier à l’armée. À la fin des premières hostilités, il passe la frontière belgo-néerlandaise (janvier 1915) et par Flessingue et Folkestone il parvient à Liverpool d’où un bateau l’emporte vers le Congo belge.

### Missionnaire au Congo
Le 5 avril il est à Kisantu, et le 29 mai  rejoint Kikwit, un poste missionnaire fondé deux ans auparavant par le père Legrand que la maladie du sommeil avait obligé à rentrer en Belgique.
La 'trypanosomiase’ (‘maladie du sommeil’), qui avait été son grand souci déjà à Kisantu, il la retrouve tout aussi meurtrière à Kikwit. Le père de Pierpont écrivit à sa famille: « Seul dans ma tente, j'ai pleuré. Cette région si peuplée est devenue un désert. En trois ans, vingt-deux villages ont disparu : sur 636 huttes, une vingtaine restent debout». La lutte contre la maladie du sommeil devient dès lors une priorité de son travail missionnaire.
Se mettant à la tâche il fait d’abord un stage au laboratoire de Léopoldville pour y être initié au nouveau traitement de la trypanosomiase. Revenu à Kikwit il sillonne la région pour obtenir la confiance du peuple Bambala dont il doit vaincre l’hostilité des féticheurs. En 1919 il contracte une grippe infectieuse dont il ne se débarrassera entièrement que lors d’un séjour de congé en Belgique (1922). En Belgique il cherche soutien financier et collaborateurs ; il fonde à Louvain les ‘Petites sœurs des missionnaires’, un groupe de prière pour le succès de l’action missionnaire au Congo, avec soutien matériel aux religieux sur place.
Rentré au Congo il pense être envoyé fonder un nouveau poste de mission à Kandala, sur le Kwilu, mais finalement on lui confie la construction de la chapelle à Kikwit-ville. Il y travaille jusqu’en 1929. Son frère Théodore le rejoint de même qu’un groupe de religieuses des Sœurs de Notre-Dame (de Namur) qu’il avait recruté en Belgique. L’arrivée de collaborateurs lui permet de fonder un nouveau poste à Ngi, sur la Wamba (affluent du Kwango). Il s’y installe en novembre 1929. De là il rayonne dans la région. Une tornade dévaste le poste en août 1930. Il doit tout rebâtir. Toujours à la recherche de collaborateurs il fonde une congrégation indigène de frères religieux. L’idée est relativement neuve, mais elle rencontre le succès.
Sa santé cependant donne des signes d’inquiétude. Épuisé il doit faire un long séjour en Belgique (novembre 1931 à juin 1932).
Revenu au Congo, il a de nouveaux projets: il fonde le poste de Mbanza-Nseka sur la Wamba, en territoire des Bayaka, qui semblent cependant moins ouverts à l’évangélisation que les Bapendé. Aussi le centre se déplace vers Mukula qui dès 1934 deviendra une ‘grande mission’.

### Retour en Belgique
Cependant les crises de santé se multiplient. Plusieurs fois ses excursions missionnaires doivent être interrompues. En juillet 1935 la crise est plus grave. À son corps défendant il est transporté d’urgence de Mukula à Ntenge puis en bateau à la Croix-Rouge de Banningville, et le 17 juillet, en steamer à Léopoldville. Son état empire : en septembre il est rapatrié en Belgique et hospitalisé à Louvain pour le traitement d’une lésion de vertèbres lombaires avec sciatique douloureuse’; il ne peut se tenir debout.
Le 31 décembre 1935, une ambulance le reconduisait à Herck-la-Ville, dans la vieille propriété familiale. En mai 1936 quand il se trouve un peu mieux il rejoint la résidence jésuite et noviciat d’Arlon, mais il doit en revenir en janvier 1937. Le père Ivan de Pierpont s’éteint dans sa ville natale de Herck-la-Ville le 21 avril suivant. Ses dernières paroles furent une prière pour ses ouailles, les Bayaka de Mukula.

## Écrits
Ivan de Pierpont a laissé des écrits sous forme de lettres et courts essais généralement publiés dans des revues missionnaires belges telle les Missions belges de la Compagnie de Jesus. 
- Les Bambala, dans Revue Congo, 1932,
- Le lazaret de Kisantu, dans Missions belges de la Compagnie de Jésus, 1908, pp.332-340.
- Lettres, dans Missions belges de la Compagnie de Jésus, 1908-1909, p. 336.
- Comment les missionnaires font des routes au Congo, dans Missions belges de la Compagnie de Jésus, mai 1910.
- La mission du Kwango, dans Bulletin de la Société belge d'études coloniales, 1907, pp.73, 169.